# Puente de los Amores
El puente de los Amores (del francés: Pont des Amours), es una pasarela situada en Annecy, al borde del homónimo lago de Annecy, a la entrada del canal de Vassé sobre el Thiou, y que une el Páquier de Annecy con los Jardines de Europa.
La leyenda cuenta que dos enamorados que se dan un beso sobre dicho puente, estarán unidos de por vida.

## Historia
El primer proyecto municipal de una pasarela data de 1836. En 1845, coincidiendo con la visita del rey Carlos Alberto de Cerdeña, se llevó a cabo la construcción de una pasarela de madera para permitir el paso de los espectadores para ver la iluminación nocturna del canal. Tras presentarse numerosos proyectos en 1855, en 1859 se inaugura un puente de tres arcos, obra de Claude Grandchamp, denominado pasarela del jardín público.
El 18 de noviembre de 1906, se reemplaza el puente por otro de hierro, proyecto de Charles Galletto, el cual sería inaugurado un año después, el 8 de noviembre de 1907, con motivo de la colocación de un monumento a Eugène Sue.
- Datos: Q3397356
- Multimedia: Pont des Amours / Q3397356